# Wanham
Wanham est un hameau du Nord de l'Alberta au Canada. Il est situé dans le comté de Birch Hills à 29 km à l'est de Rycroft le long de la route 49 et à environ à 106 km au nord de Grande Prairie dans les terres agricoles de la région de la Rivière-de-la-Paix. Son économie se base surtout sur l'agriculture et l'élevage bovin.